# World Grand Champions Cup féminine 2005
Navigation
2001 2009
La 4e édition de la World Grand Champions Cup de volley-ball féminin s'est déroulé au Japon du 15 au 20 novembre 2005.

## Équipes engagées
Champions continentaux :
- Pologne
- États-Unis
- Brésil
- Chine.

Wild Card :
- Corée du Sud.

Nation Organisatrice :
- Japon.

## Programme

### 15 -16 novembre 2005
- Tokyo - Tokyo Metropolitan Gymnasium

### 18 -20 novembre 2005
- Nagoya - Nagoya Rainbow Hall

## Classement final
| No | Équipe       | Points | Matches | Matches | Sets | Sets   | Sets  | Points | Points | Points |
| No | Équipe       | Points | gagnés  | perdus  | pour | contre | Ratio | pour   | contre | Ratio  |
| -- | ------------ | ------ | ------- | ------- | ---- | ------ | ----- | ------ | ------ | ------ |
| 1  | Brésil       | 10     | 5       | 0       | 398  | 323    | 1.232 | 15     | 2      | 7.500  |
| 2  | États-Unis   | 9      | 4       | 1       | 379  | 355    | 1.068 | 12     | 4      | 3.000  |
| 3  | Chine        | 8      | 3       | 2       | 430  | 382    | 1.126 | 11     | 8      | 1.375  |
| 4. | Pologne      | 6      | 1       | 4       | 431  | 467    | 0.923 | 7      | 14     | 0.500  |
| 5. | Japon        | 6      | 1       | 4       | 372  | 418    | 0.890 | 6      | 12     | 0.500  |
| 6. | Corée du Sud | 6      | 1       | 4       | 340  | 405    | 0.840 | 3      | 14     | 0.214  |

## Podium final
| Classement         | Pays         |
| ------------------ | ------------ |
| Médaille d'or      | Brésil       |
| Médaille d'argent  | États-Unis   |
| Médaille de bronze | Chine        |
| 4e                 | Pologne      |
| 5e                 | Japon        |
| 6e                 | Corée du Sud |

| Vainqueur World Grand Champions Cup féminine 2005 Brésil Composition de l'équipe Fabiana Claudino, Carolina Albuquerque, Natália Pereira, Carol Gattaz, Fernanda Alves, Valeska Menezes, Welissa Gonzaga, Marcelle Moraes, Jaqueline Carvalho, Sheilla Castro, Fabiana de Oliveira, Renata Colombo. Entraineur: José Roberto Guimarães. |

## Récompenses individuelles
- Meilleure joueuse (MVP) : Sheilla Castro  Brésil
- Meilleure marqueuse :Sheilla Castro  Brésil
- Meilleure attaquante : Suhong Zhou  Chine
- Meilleure contreuse : Fabiana Claudino  Brésil
- Meilleure serveuse : Welissa Gonzaga  Brésil
- Meilleure libero : Na Zhang  Chine
- Meilleure passeuse : Kun Feng  Chine
- Meilleure receptionneuse : Na Zhang  Chine
- Meilleure défenseur :  Yuka Sakurai  Japon